# Slottsparken, Örebro

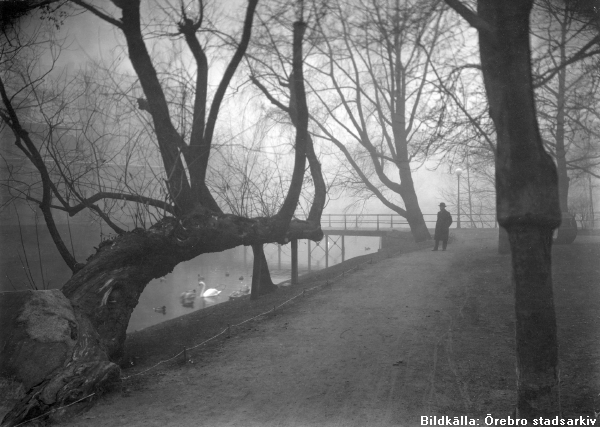
Novemberdimma, Slottsparken Örebro 1935.

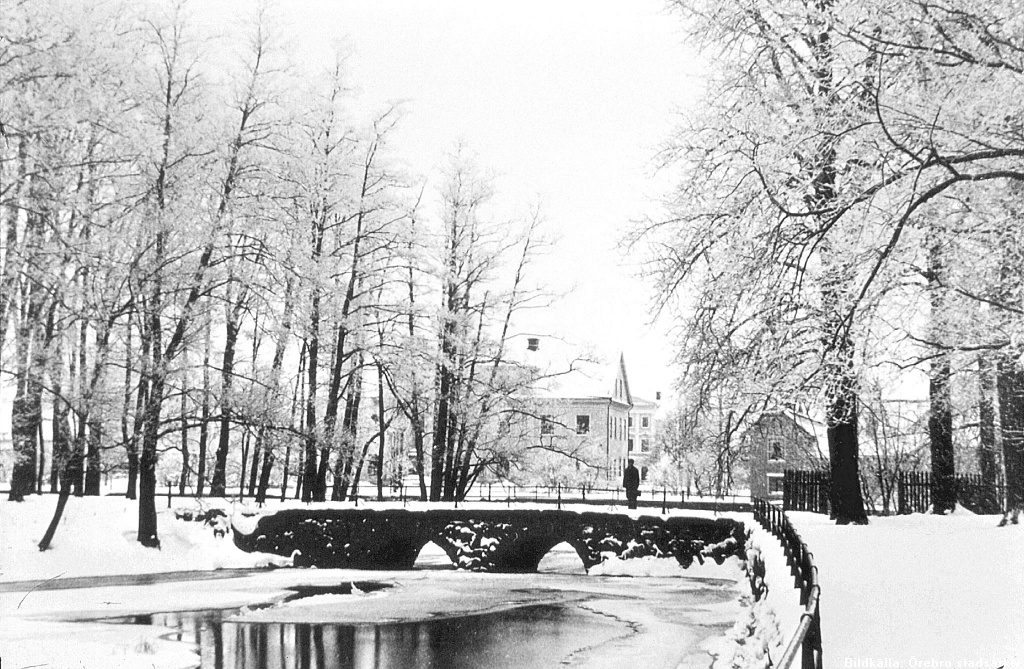
Gamla Kungsrädgårdsbron mellan Slottsparken och östra åstranden före 1888. Idag är den ersatt av en järn- och träbro.

Slottsparken är den äldsta parken i Örebro, och har möjligen anor från 1500-talet. Den nuvarande parken ligger på en holme i Svartån öster om Örebro slott, men ursprungligen sträckte den sig fram till Trädgårdsgatan.

## Historik
Gustav Vasa lät år 1554 anlägga en rudedamm i östra delen av parken. Hertig Karl anställde en trädgårdsmästare och lät jämna ut marken.
Den moderna parken anlades av landshövdingen Johan Abraham Hamilton under åren 1766–1780. Han lät riva byggnader på holmen och på den yttre borggården. Först tog han av statens medel för att bekosta Slottsparkens anläggande, men fick lov att betala tillbaka ur egen ficka. Bland annat lät han bekosta en stenbro med två holländska valv mellan parkholmen och östra åstranden. Den ersattes 1888 av en järnbro.

## Växter
Den gamla trädgården innehöll prydnads- och nyttoväxter, såsom äppel- och päronträd, sparrisängar, kålhus, m.m. Den var inte minst landshövdingen Nils Reuterholm som under åren 1739–1756 ägnade trädgården stor uppmärksamhet. Carl von Linné besökte Örebro och Slottsparken den 15 juni 1746 på sin västgötaresa. Han omnämnde att det i parken fanns ett sällsynt träd från Sibirien kallat Caragana, samt ett siberiskt lin med blå blommor.

## Parken idag
Idag innehåller parken Örebros äldsta bokar. Österut i parken finns "riksträdet", en ornäsbjörk, planterad den 6 juni 1986. I parken finns konstverket Svunnen tid, nya tider som uppfördes efter en konsttävling vid millennieskiftet. Man har planer på att successivt bygga ut den östra delen av parken till en skulpturpark.
Slottsparken har broförbindelse via Kvarnbron med södra åstranden, via Kanslibron till norra åstranden, och via en kortare bro till Slottsholmen. Dessutom finns gång- och cykelbroar söderut till Strömparterren och österut mot Hamnplan och Länsmuseet.
I den östra delen av parken låg tidigare saluhallarna. De revs år 1952. Där ligger nu istället Örebro läns museums huvudbyggnad, invigd 1963.

### Webbkällor
- Om Slottsparken på Örebro kommuns webbplats